# Гераклейський півострів
Геракле́йський піво́стрів — трикутний виступ суші в Чорному морі на південному заході Кримського півострова, від якого відокремлюється Севастопольською бухтою, річкою Чорною, Балаклавською долиною та Балаклавською бухтою. Займає площу близько 10 тис. га.
Гераклейський півострів у давнину був територією Херсонеса Таврійського. Назва його походить від грецької — χερσόνησος, тобто півострів. Інша назва півострова — Трахейський. У XIX столітті вживалася також назва Іраклійський.
У давнину Гераклейський півострів, можливо, був захищений у східній частині валом і ровом для захисту херсонеситів від їх сусідів таврів. Півострів був сільськогосподарською округою Херсонеса — хорою, де були зведені укріплення, садиби, розмежовані наділи, влаштовані виноградники і сади.
Півострів являє собою кам'янисте плоскогір'я, порізане балками, яке полого спускається з висот Сапун-гори до Чорного моря.
На Гераклейському півострові розташована Південна сторона Севастополя.